# Susumaniello
Susumaniello – szczep winorośli o ciemnej skórce, uprawiany w południowych Włoszech.
Odmiana jest krzyżówką szczepu sangiovese i nieustalonej dotąd odmiany.

## Rozpowszechnienie i wina
Obszar uprawy jest niewielki: w 1990 roku i 2000 roku susumaniello było uprawiane we Włoszech jedynie na 72 hektarach. Susumaniello jest dozwolone w winach z apelacji Brindisi i Ostuni (obie w Apulii), a także sprzedawane jako wino odmianowe z oznaczeniem regionalnym IGT Puglia.

## Synonimy
Oprócz wariantów pisowni susumaniello szczep jest znany także m.in. pod nazwami cozzomaniello, cuccimaniello, greco nero di cosenza, grismaniello, lacrima nera di barletta, mondonico, puledro, somarello nero, uva nera i zingarello.